# Almira Skripchenko
Almira Skripchenko (Chisinau, 17 februari 1976) is een Franse schaakster. In 1995 werd haar door de FIDE de titel Grootmeester voor vrouwen (WGM) toegekend; sinds 1998 is ze Internationaal Meester (IM). In 2001 werd ze Europees kampioen bij de vrouwen. Zes keer was ze kampioene van Frankrijk. In februari 2015 stond ze 55e op de vrouwenwereldranglijst.

## Biografie
Skripchenko komt uit Moldavië. Ze is de dochter van Feodor Skripchenko, de latere voorzitter van de Moldavische schaakfederatie, en Naira Agababean, een Armeense grootmeester bij de vrouwen (WGM). Op 5-jarige leeftijd leerde ze schaken, als 10-jarige speelde ze al in de eerste categorie. In 1992 won ze het wereldkampioenschap voor jeugd in de klasse meisjes tot 16 jaar. In datzelfde jaar was ze lid van het Moldavische vrouwenteam op de Schaakolympiade in Manilla. In 1995 verkreeg ze de WGM-titel, in 1998 de IM-titel.
In 1996 emigreerde ze naar Frankrijk en in 1997 trouwde ze met de Franse GM Joel Lautier. Ze scheidde van Lautier in 2002. In 2001 kreeg ze de Franse nationaliteit, sinds 2002 mag ze namens Frankrijk deelnemen aan internationale schaakevenementen. In 2001 won ze in Warschau op 25-jarige leeftijd het Europees kampioenschap schaken voor vrouwen.
In Parijs heeft ze aan de Sorbonne gestudeerd, ze spreekt vijf talen.
Twee keer nam ze deel aan de wereldkampioenschappen voor vrouwen, in 2000 bereikte ze de achtste finale, in 2001 de kwartfinale. Ze is zesvoudig kampioene van Frankrijk: 2004, 2005, 2006, 2010, 2012 en 2015.
In 2003 was ze mede-oprichter van de Association of Chess Professionals (ACP), waarvan ze penningmeester werd. Skripchenko trouwde met de Franse GM Laurent Fressinet en kreeg in januari 2007 een dochter.
Ze speelt professioneel poker en speelt shogi, Japans schaak.
In 2009 werd ze bij de World Series of Poker in Las Vegas zevende in de variant No Limit Texas Hold 'em in een veld van 1695 deelnemers. In 2010 ontving ze de France Poker Award als beste Franse speelster.
Op 8 mei 2010 overleed de vader van Almira Skripchenko, die voorzitter van de Moldavische schaakfederatie was.

## Nationale teams
Ze heeft tien keer aan een schaakolympiade meegedaan: voor Moldavië in 1992 (Manilla), 1994, 1996, 1998 en 2000 en voor Frankrijk in 2002 Bled, 2004 Calvià, 2006 Turijn, 2008 Dresden en 2012 Istanboel. Zes maal speelde Skripchenko in de vrouwenafdeling van het Europees schaakkampioenschap voor landenteams (in 1992 en 2001 voor Moldavië, in 2003, 2005, 2007 en 2015 voor Frankrijk). Hierbij behaalde ze 2001 in León een tweede plaats, zowel met het team als voor hij haar individuele prestatie aan het eerste bord. In 2015 in Reykjavik werd ze derde met haar individuele prestatie aan het tweede bord.

## Schaakverenigingen
Sinds 1998 speelt Skripchenko ook in Duitse schaakverenigingen, als eerste bij SC Heiligenhaus, sinds 2002 bij SC Baden-Oos (waarvan de naam in december 2004 werd gewijzigd in OSC Baden-Baden), van 2003 tot 2012 bij Werder Bremen (en gelijktijdig tot 2005 als gastspeelster in de bondscompetitie voor vrouwen, bij OSC Baden-Baden) en in seizoen 2012/13 bij SF 1891 Friedberg. In 2005 werd Werder Bremen kampioen van Duitsland, in de vrouwenbondscompetitie werd Baden-Baden kampioen van Duitsland in 2003, 2004 en 2005. In de Nederlandse Meesterklasse speelde ze van 1997 tot 1999 voor het tweede team van Panfox/De Variant Breda. Ze speelde voor het team NAO Paris, welke kampioen van Frankrijk werd in 2003 en 2004, voor Clichy Echecs in 2007, 2008, 2012, 2013, 2014 en 2016 in de Franse vrouwencompetitie; dit team won in 2007 en 2009. Tien keer nam ze deel aan de European Club Cup voor vrouwen: in 2000 met BAS Belgrad, in 2003 met ULIM Chișinău, van 2007 t/m 2014 met CE Monte Carlo; er werd gewonnen in 2007, 2008, 2010, 2012 en 2013. In 1998 nam ze deel aan de European Club Cup met het tweede team van Panfox Breda.

## Externe koppelingen
- (en)   Informatie over schaakpartijen van Almira Skripchenko op ChessGames.com
- (en)   Informatie over schaakpartijen van Almira Skripchenko op 365chess.com
- (en)  FIDE-ratinggegevens voor Almira Skripchenko